# هیلزبورو، شهرستان داون
هیلزبورو (به انگلیسی: Hillsborough) یک روستا در بریتانیا است که در شهرستان داون واقع شده‌است. هیلزبورو ۳٬۴۰۰ نفر جمعیت دارد.